# معايير جون كيري
إن معايير جون كيري هي إعلان مبادئ يسعى إلى أن يكون إطارا لحل نهائي للصراع الإسرائيلي - الفلسطيني الذي طال أمده. وقد اقترحها وزير الخارجية الأمريكي جون كيري في 28 ديسمبر 2016، في أعقاب موافقة مجلس الأمن الدولي على القرار 2334، الذي امتنعت فيه الولايات المتحدة عن استخدام حق النقض، وهو إجراء نادر. وتتضمن الخطة وجود دولتين إسرائيليتين والفلسطينية جنبا إلى جنب على أن تكون القدس عاصمة للبلدين، وإنهاء الاحتلال، مع الوفاء في الوقت ذاته باحتياجات إسرائيل الأمنية، ودولة فلسطينية قابلة للبقاء و‌منزوعة السلاح.

## الخلفية
وقدمت كل من ماليزيا ونيوزيلندا والسنغال وفنزويلا مشروع قرار يدين بناء المستوطنات في الأراضي الفلسطينية المحتلة منذ عام 1967، ويدعو إسرائيل إلى الكف عن هذا العمل والامتثال لمسؤولياتها بموجب اتفاقية جنيف الرابعة. وكانت مصر هي المقدم الأصلي للقرار، لكنها سحبت الاقتراح بعد أن تعرضت لضغوط «شديدة». واعتمد القرار بأغلبية 14 صوتا مقابل لا شئ و‌امتناع الولايات المتحدة عن التصويت. وأوضحت الولايات المتحدة الامتناع عن التصويت بالقول إنها توافق على بعض أحكامه، وهي أن المستوطنات غير قانونية وتشكل عقبة رئيسية أمام الحل القائم على وجود دولتين.

## ردود الفعل
رفض رئيس الوزراء بنيامين نتانياهو فورا هذه الخطة وانتقد كيري للهجوم على «الدولة الديمقراطية الوحيدة في الشرق الأوسط». وأعرب الرئيس محمود عباس، رئيس السلطة الفلسطينية، عن استعداده لاستئناف عملية السلام إذا توقفت إسرائيل عن بناء المستوطنات. وقال وزير الخارجية الفرنسي جان مارك أيرولت، الذي رحب بخطاب كيري، أنه كان «واضح وملتزم وشجاع».

## وصلات خارجية
- تصريحات حول السلام في الشرق الأوسط، وزارة الخارجية